# Bali Mester
Bali Mester is een plaats (wijk - kelurahan) in het bestuurlijke gebied Jatinegara (oude naam: Meester Cornelis), Jakarta Timur (Oost-Jakarta) in de provincie Jakarta, Indonesië. De plaats telt 8886 inwoners (volkstelling 2010).